# Santa María de Mave
Santa María de Mave es una localidad de la provincia de Palencia (Castilla y León, España) que pertenece al municipio de Aguilar de Campoo.
Es una de las localidades del Camino de Santiago del Norte: Ruta del Besaya.

## Geografía

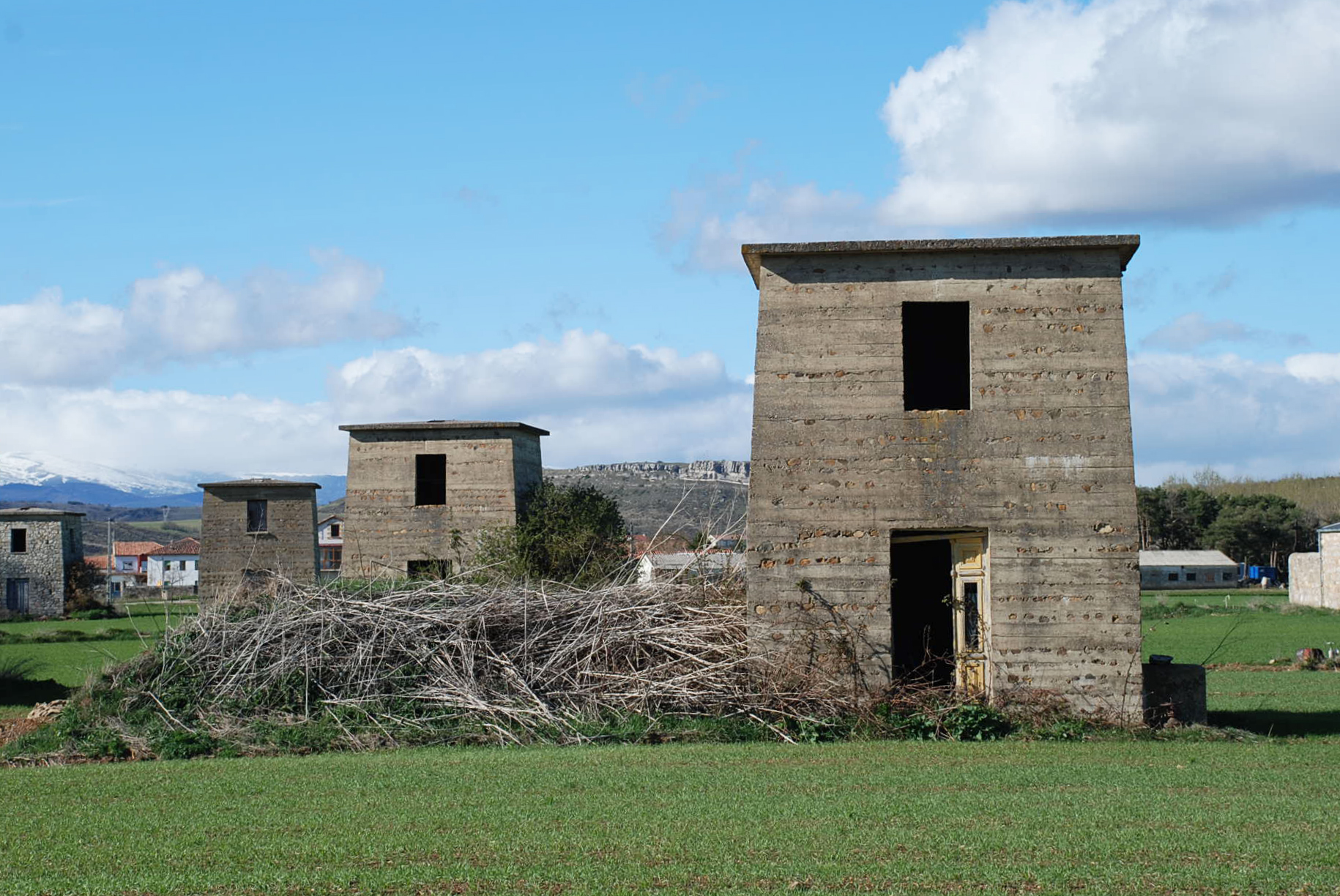
Vista de los molinos de Santa María de Mave.

Está situada a 10 km de Aguilar de Campoo, la capital municipal, en la comarca de la Montaña Palentina.

## Demografía
Evolución de la población en el siglo XXI
| Gráfica de evolución demográfica de Santa María de Mave entre 2000 y 2021 |
|                                                                           |
| Población de derecho (2000-2021) según el padrón municipal del INE        |

## Historia
Desde la Edad Media al siglo XVIII, esta localidad estuvo integrada dentro de la Merindad Menor de Aguilar de Campoo. A la caída del Antiguo Régimen la localidad se constituye en municipio constitucional, que en el censo de 1842 contaba con 4 hogares y 21 vecinos, para posteriormente integrarse en Gama. Hasta mediados del siglo XIX era un municipio independiente. En esa época es anexionado al municipio de Gama (hoy Valdegama), y en los años 1970 ambos a Aguilar de Campoo.

## Patrimonio

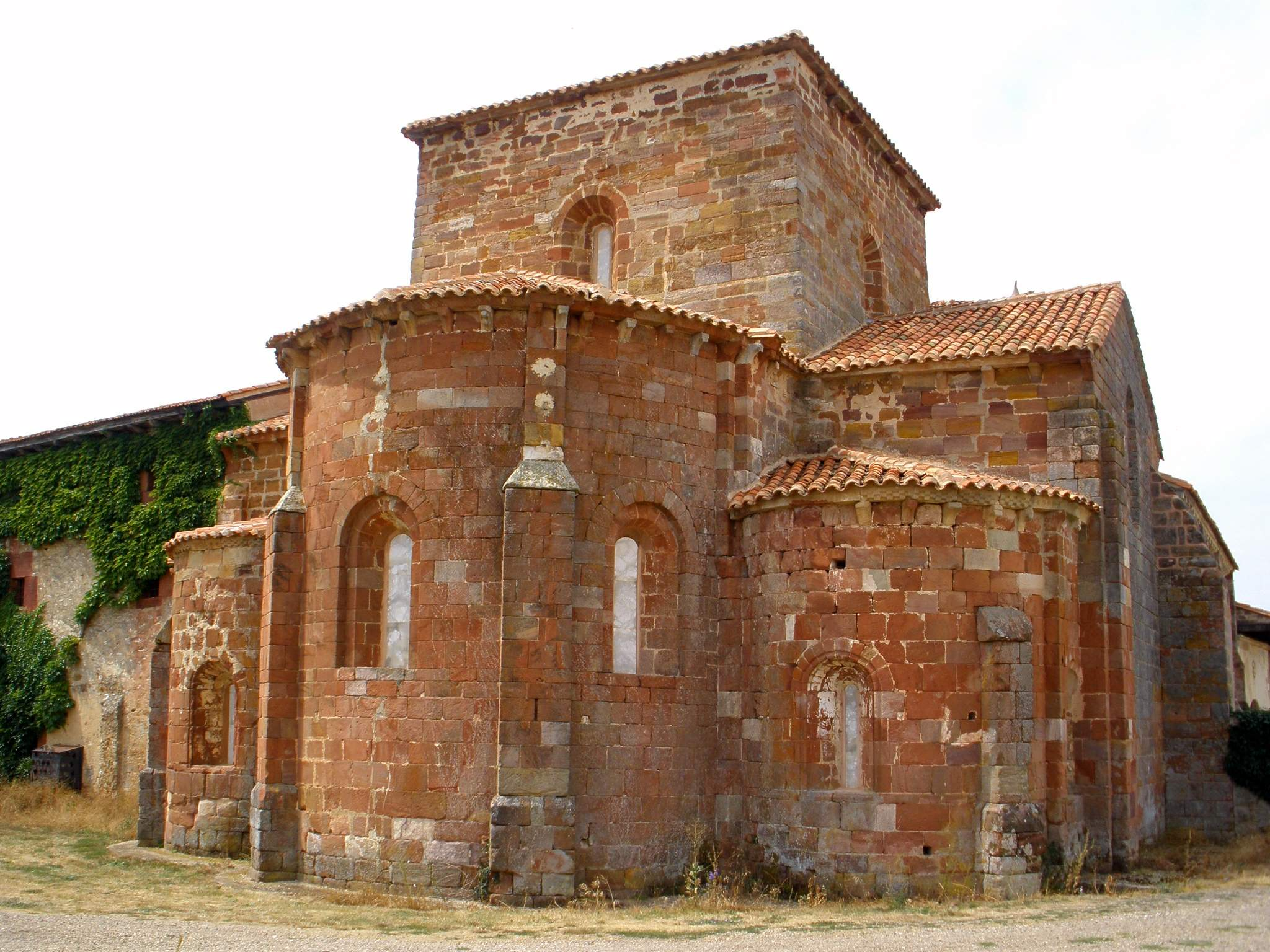
Vista del ábside del Monasterio de Santa María de Mave.

- Monasterio de Santa María de Mave: Se trata de un antiguo cenobio benedictino del que además de la iglesia se conservan algunas dependencias monacales. Destacan estas por la sobriedad de sus líneas arquitectónicas, carentes casi por completo de decoración. El Monasterio cerró su función monacal tras la Desamortización del siglo XIX. Su Iglesia es uno de los ejemplos más destacados del románico en Palencia. Conserva su fábrica románica prácticamente intacta, en la que son visibles influencias borgoñonas llegadas a través del priorato de Oña.

## Turismo
Cuenta con posada, restaurante en el monasterio y una empresa de servicios turísticos y culturales para disfrutar de la zona.